# Mesogastrura
Genre
Mesogastrura est un genre de collemboles de la famille des Hypogastruridae.

## Liste des espèces
Selon Checklist of the Collembola of the World (version du 10 novembre 2019) :
- Mesogastrura boneti (Tarsia, 1941)
- Mesogastrura coeca Cassagnau, 1959
- Mesogastrura libyca (Caroli, 1914)
- Mesogastrura ojcoviensis (Stach, 1919)

## Publication originale
- Bonet, 1930 : Remarques sur les hypogastruriens cavernicoles avec descriptions d’espèces nouvelles (Collembola). Eos, vol. 6, p. 113–139.